# Ридж-Манор
Ридж-Манор (англ. Ridge Manor) — статистически обособленная местность, расположенная в округе Хернандо (штат Флорида, США) с населением в 4108 человек по статистическим данным переписи 2000 года.

## География
По данным Бюро переписи населения США статистически обособленная местность Ридж-Манор имеет общую площадь в 23,31 квадратных километров, из которых 22,53 кв. километров занимает земля и 0,78 кв. километров — вода. Площадь водных ресурсов округа составляет 3,35 % от всей его площади.
Статистически обособленная местность Ридж-Манор расположена на высоте 21 м над уровнем моря.

## Демография
По данным переписи населения 2000 года в Ридж-Манор проживало 4108 человек, 1225 семей, насчитывалось 1712 домашних хозяйств и 2099 жилых домов. Средняя плотность населения составляла около 176,23 человек на один квадратный километр. Расовый состав населённого пункта распределился следующим образом: 95,52 % белых, 1,85 % — чёрных или афроамериканцев, 0,49 % — коренных американцев, 0,29 % — азиатов, 0,78 % — представителей смешанных рас, 1,07 % — других народностей. Испаноговорящие составили 2,87 % от всех жителей статистически обособленной местности.
Из 1712 домашних хозяйств в 24,2 % воспитывали детей в возрасте до 18 лет, 59,5 % представляли собой совместно проживающие супружеские пары, в 7,7 % семей женщины проживали без мужей, 28,4 % не имели семей. 22,5 % от общего числа семей на момент переписи жили самостоятельно, при этом 11,6 % составили одинокие пожилые люди в возрасте 65 лет и старше. Средний размер домашнего хозяйства составил 2,40 человек, а средний размер семьи — 2,79 человек.
Население статистически обособленной местности по возрастному диапазону по данным переписи 2000 года распределилось следующим образом: 21,4 % — жители младше 18 лет, 5,6 % — между 18 и 24 годами, 23,6 % — от 25 до 44 лет, 25,9 % — от 45 до 64 лет и 23,6 % — в возрасте 65 лет и старше. Средний возраст жителей составил 45 лет. На каждые 100 женщин в Ридж-Манор приходилось 96,9 мужчин, при этом на каждые сто женщин 18 лет и старше приходилось 93,1 мужчин также старше 18 лет.
Средний доход на одно домашнее хозяйство статистически обособленной местности составил 30 875 долларов США, а средний доход на одну семью — 33 724 доллара. При этом мужчины имели средний доход в 30 421 доллар США в год против 24 492 доллара среднегодового дохода у женщин. Доход на душу населения статистически обособленной местности составил 30 875 долларов в год. 9,9 % от всего числа семей в населённом пункте и 15,1 % от всей численности населения находилось на момент переписи населения за чертой бедности, при этом 29,0 % из них были моложе 18 лет и 6,5 % — в возрасте 65 лет и старше.